# Lista chorążych reprezentacji Somalii na igrzyskach olimpijskich
Lista chorążych reprezentacji Somalii na igrzyskach olimpijskich – lista zawodników i zawodniczek reprezentacji Somalii, którzy podczas ceremonii otwarcia nowożytnych igrzysk olimpijskich nieśli flagę Somalii.

## Chronologiczna lista chorążych
| Lp. | Rok i miejsce     | Chorąży                | Dyscyplina    |
| --- | ----------------- | ---------------------- | ------------- |
| 1   | 1972, Monachium   | Mohamed Aboker         | Lekkoatletyka |
| 2   | 1984, Los Angeles | Abdi Bile              | Lekkoatletyka |
| 3   | 1988, Seul        | b.d.                   |               |
| 4   | 1996, Atlanta     | Abdi Bile              | Lekkoatletyka |
| 5   | 2000, Sydney      | Ibrahim Mohamed Aden   | Lekkoatletyka |
| 6   | 2004, Ateny       | Mohamed Ahmed Alim     |               |
| 7   | 2008, Pekin       | Duran Farah            |               |
| 8   | 2012, Londyn      | Zamzam Mohamed Farah   | Lekkoatletyka |
| 9   | 2016, Rio         | Mohamed Hassan Mohamed | Lekkoatletyka |
| 10  | 2020, Tokio       | Ramla Ali              | Boks          |
| 10  | 2020, Tokio       | Ali Idow Hassan        | Lekkoatletyka |